# Майсснер, Йозеф
Йо́зеф Ва́цлав Ма́йсснер (чеш. Josef Václav Meissner, 21 октября 1893, Прага, Цислейтания — XX век, Бухенвальд, Тюрингия) — чехословацкий футболист и тренер.

## Карьера игрока
Выступал в составе венского клуба «Остмарк» в сезоне 1922/1923, в котором клуб стал победителем второго дивизиона Австрии. В следующем году сыграл в составе «Остмарка» 20 матчей и забил 2 гола в высшем дивизионе. Сам клуб занял предпоследнее одиннадцатое место и вернулся во вторую лигу.

## Тренерская карьера
Возглавлял тренерский штаб сборной Чехословакии на чемпионате мира 1938 года во Франции. На этом турнире чехословацкая сборная выиграла у сборной Нидерландов 3:0 в 1/8 финала, забив все три гола в дополнительное время, а затем проиграла в четвертьфинале бразильцам. Первый матч завершился вничью 1:1, а в переигровке сильнее оказались представители Южной Америки — 2:1.
Всего же под его руководством сборная Чехословакии сыграла 9 матчей в 1938 году, выиграв в 5 матчах, сыграв 2 матча вничью и проиграв дважды.